# یان هژیمالی
یان هژیمالی (چکی: Jan Hřímalý؛ ۱۳ آوریل ۱۸۴۴–۲۴ ژانویه ۱۹۱۵) نوازنده برجستهٔ ویولن و مدرس موسیقی اهل جمهوری چک بود.
او به مدت ۴۶ سال، مدرس موسیقی در کنسرواتوار دولتی چایکوفسکی مسکو بود و شاگردان برجستهٔ فراوانی را تربیت کرد که از آن میان می‌توان به نیکولای روسلاویتس اشاره کرد. او همچنین نخستین معلم ویولن ژان سیبلیوس بود. وی همچنین با پیوتر ایلیچ چایکوفسکی مراوده داشت و چایکوفسکی احترام خاصی برای او قائل بود.